# Antimonide
Antimonide (đôi khi được gọi là stibnide hoặc stibinide) là hợp chất của antimon với các nguyên tố khác. Ion antimonide là Sb3− .
Khử antimon bằng kim loại kiềm hoặc bằng các phương pháp khác dẫn đến các antimonide kim loại kiềm. Các antimonide đã biết bao gồm ion Sb3− bị tách ra (trong Li
3Sb, Na
3Sb), dumbbell Sb4−
2 trong Cs
4Sb
2, các chuỗi antimon rời rạc, ví dụ như Sb8−
6
trong SrSb
3, infinite spiral (Sb−
)
n (trong NaSb, RbSb), planar four-membered ring Sb2−
4, Sb3−
7
trong Cs
3Sb, và các anion hình lưới Sb2−
3
trong BaSb
3.
Một số antimonide là chất bán dẫn, ví dụ như những chất thuộc nhóm bor như indi antimonide. Nhiều antimonide dễ cháy hoặc bị phân hủy bởi oxy khi đun nóng vì ion antimonide là chất khử.